# Rhythm Grodno
Rhythm Grodno is een Wit-Russische hockeyclub uit Grodno.
De club werd opgericht in 1983 als Chemist. In 1986 debuteerde de club in de hoogste divisie van de Sovjet-Unie onder de nieuwe naam Rhythm. In 1991 won de club de allereerste editie van de Europacup II voor vrouwen gewonnen. Dit is de beste prestatie tot nu toe voor het land.